# Spirosphaera verruculosa
Spirosphaera verruculosa är en svampart som beskrevs av Abdullah, Y. Horie & Udagawa 1986. Spirosphaera verruculosa ingår i släktet Spirosphaera, ordningen disksvampar, klassen Leotiomycetes, divisionen sporsäcksvampar och riket svampar.   Inga underarter finns listade i Catalogue of Life.